# Mur manteau
 (décembre 2017).
Pour les articles homonymes, voir ITE.
On qualifie de mur manteau, dans le langage du bâtiment et de la construction, les systèmes d’isolation thermique par l’extérieur (ITE) du volume habitable, en référence à leur principe de doublage des murs porteurs par une enveloppe – le manteau – placée sur la face extérieure des murs. Cette caractéristique les différencie des autres systèmes d’isolation thermique des bâtiments, en particulier du système, répandu sur le marché français, d’ITI (Isolation Thermique par l’Intérieur), dans lequel le système d’isolation est placé à l’intérieur du périmètre habitable, sur la face interne des murs extérieurs.

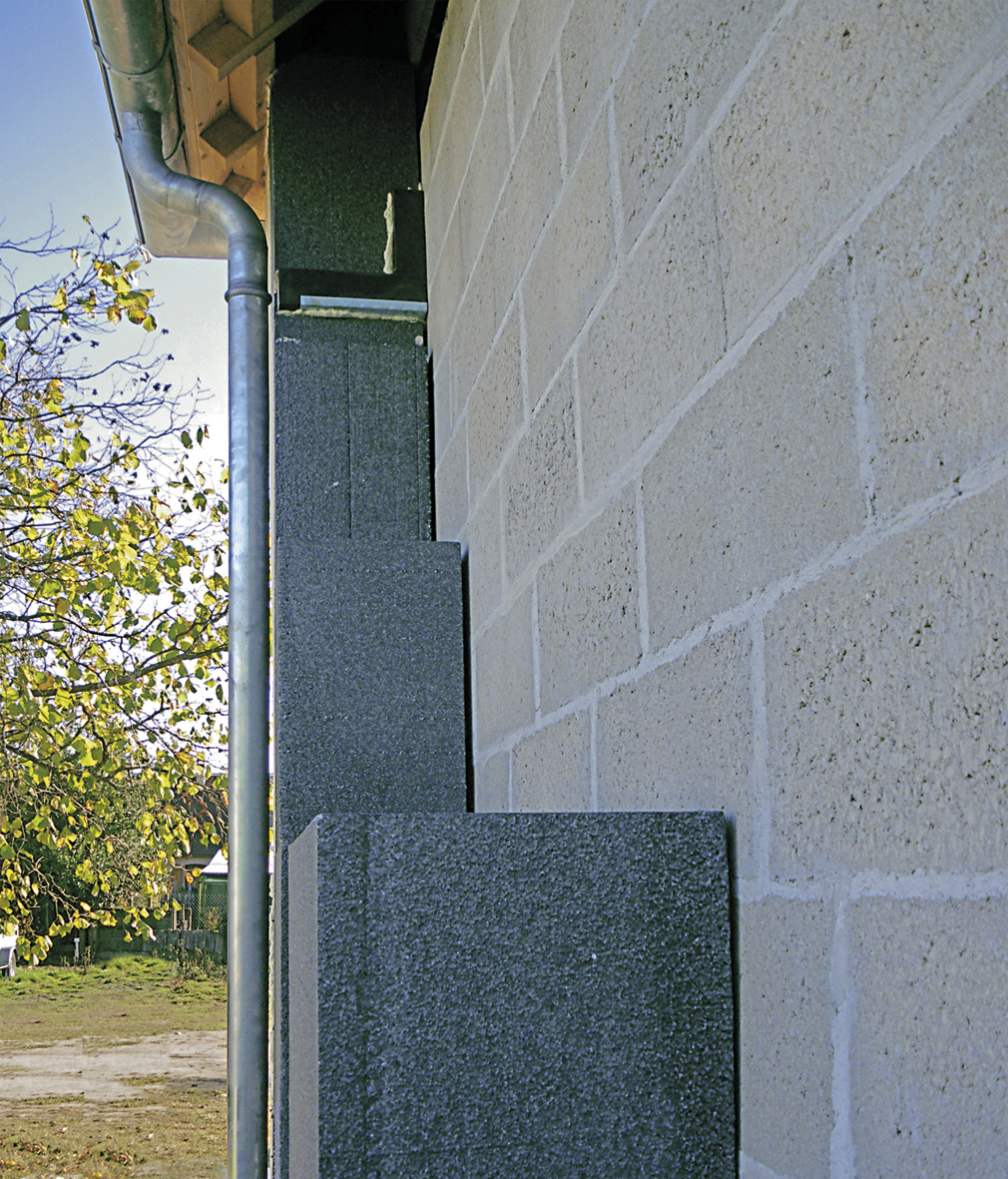
Isolation thermique par l’extérieur en polystyrène graphité en cours de pose sur une maison passive, Vendée

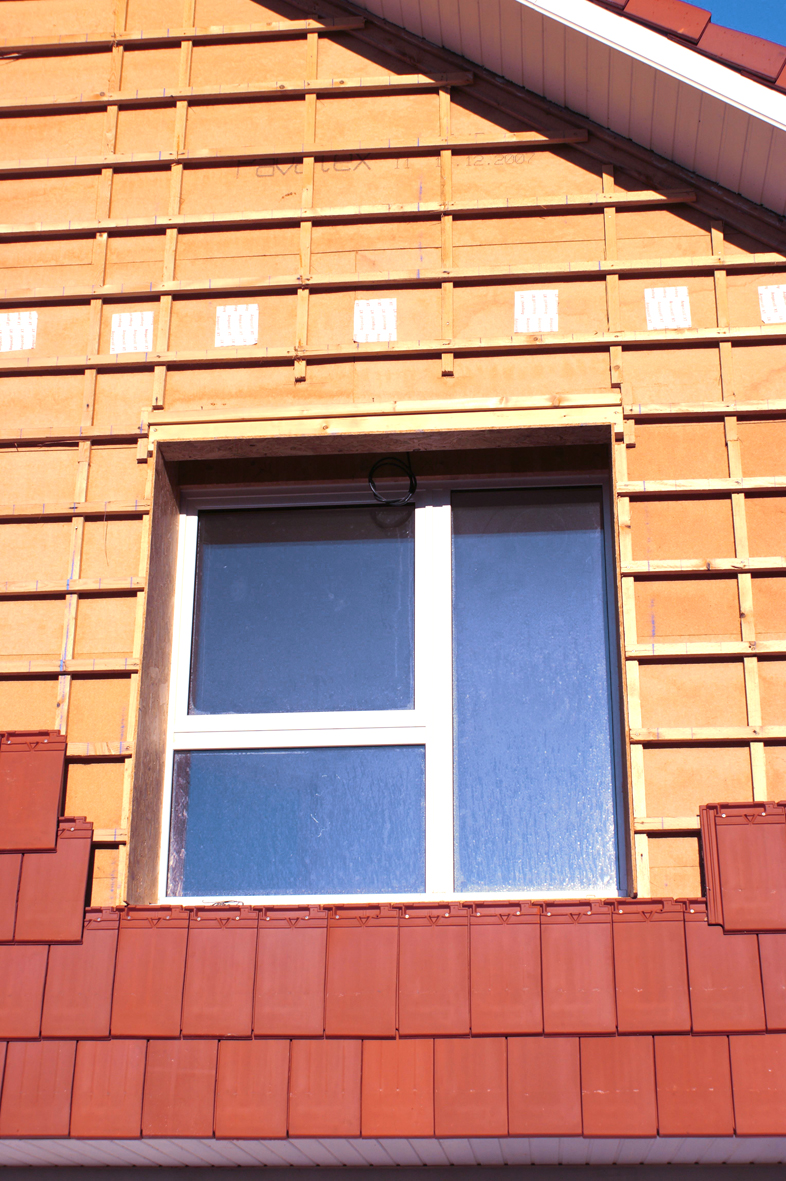
Pose d’un bardage ventilé en tuiles sur une isolation thermique par l’extérieur en fibre de bois, MOB (Maison Ossature Bois), Vosges

En France, l’expression « mur manteau » est moins répandue que la dénomination ITE, qui recouvre exactement le même principe d’isolation thermique. Il n’en est pas de même dans d’autres pays, par exemple en Italie, où la dénomination usuelle de l’Isolation Thermique par l’Extérieur est sistema a cappotto (littéralement ‘système à manteau’).

## Caractéristiques principales
La dénomination « mur manteau » a le mérite d’être très évocatrice. Le « manteau » assure en effet :
- l’isolation thermique du bâti et par là, celle du volume habitable,
- une barrière efficace contre les intempéries et autres influences extérieures,
- une esthétique ou un style particuliers, grâce à la possibilité de varier les finitions du manteau.

Techniquement, il se caractérise par son principe de système : les composants sont conçus et choisis pour assurer conjointement compatibilité, pérennité et performance thermique.

Isolation thermique par l'extérieur
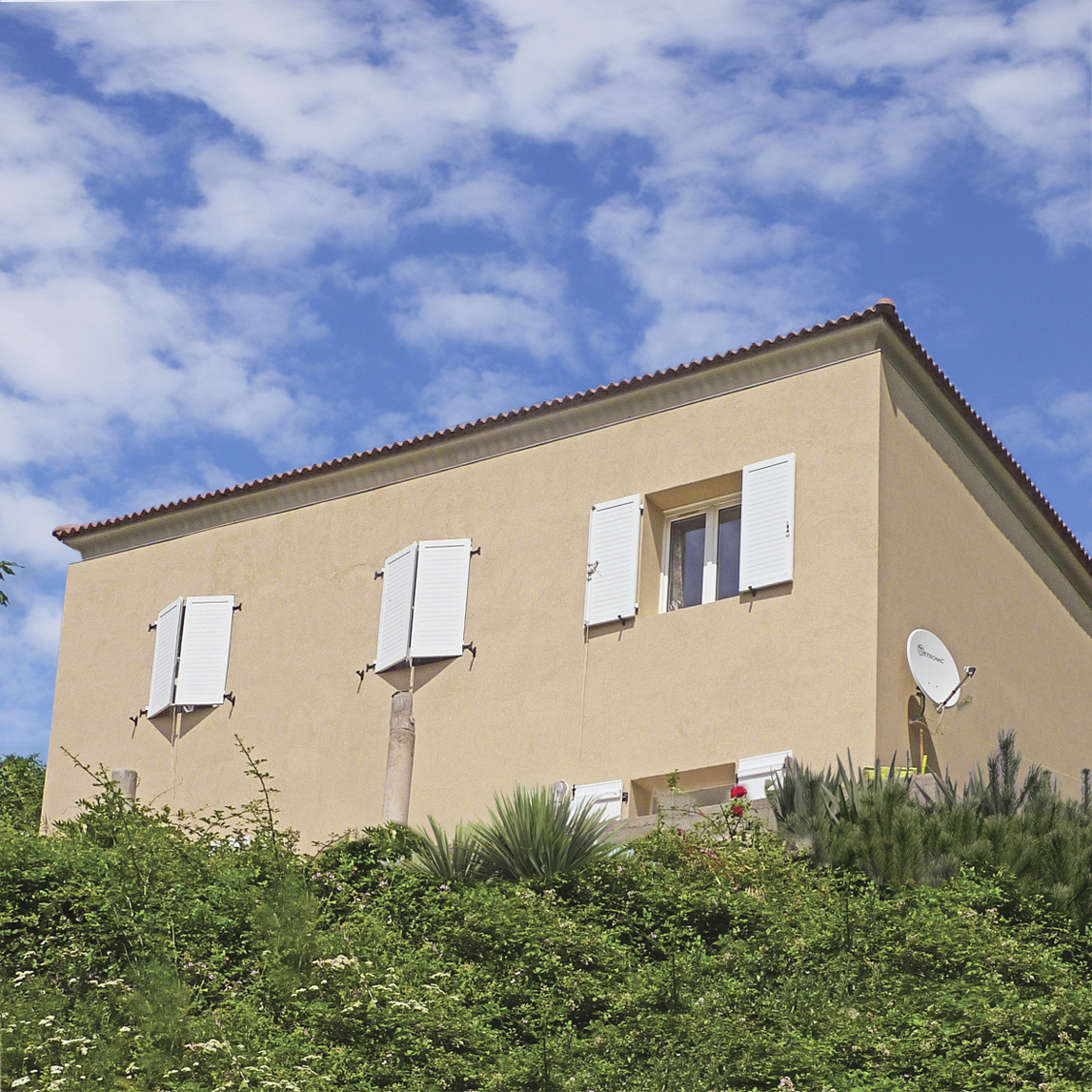
Maison neuve de style traditionnel en Corse, enduit mince
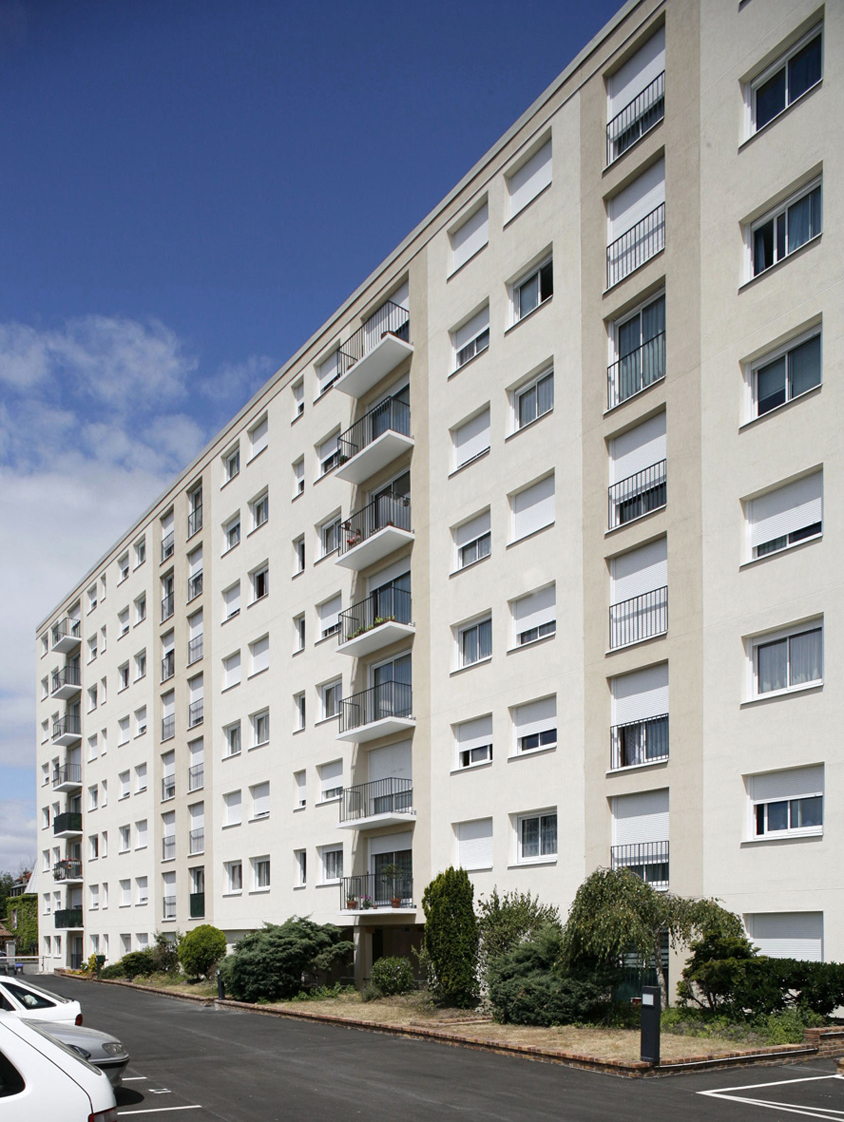
HLM des années 1960-70, rénovation, banlieue parisienne
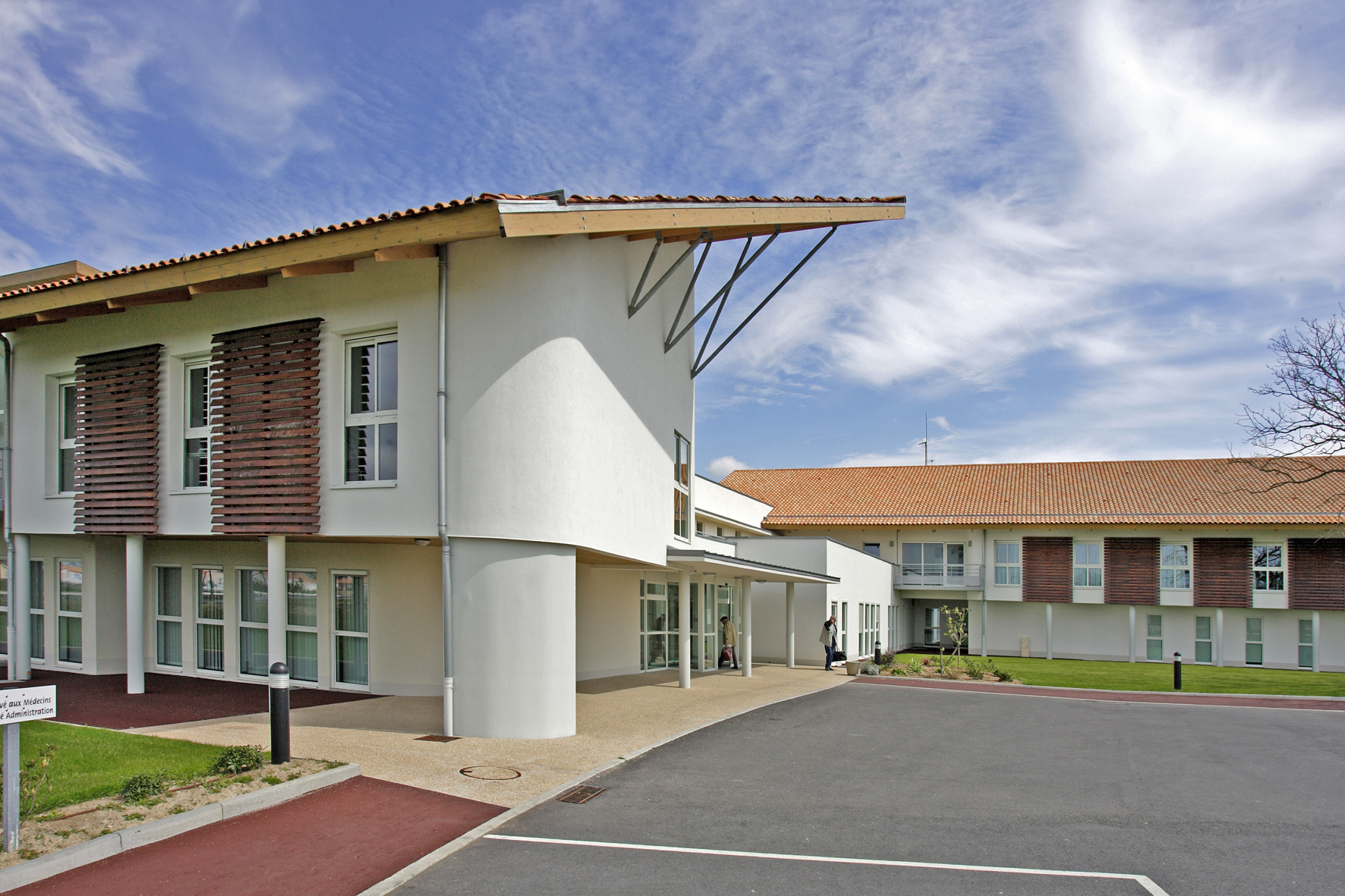
Centre hospitalier, enduit ; construction neuve à ossature bois (MOB), Bretagne
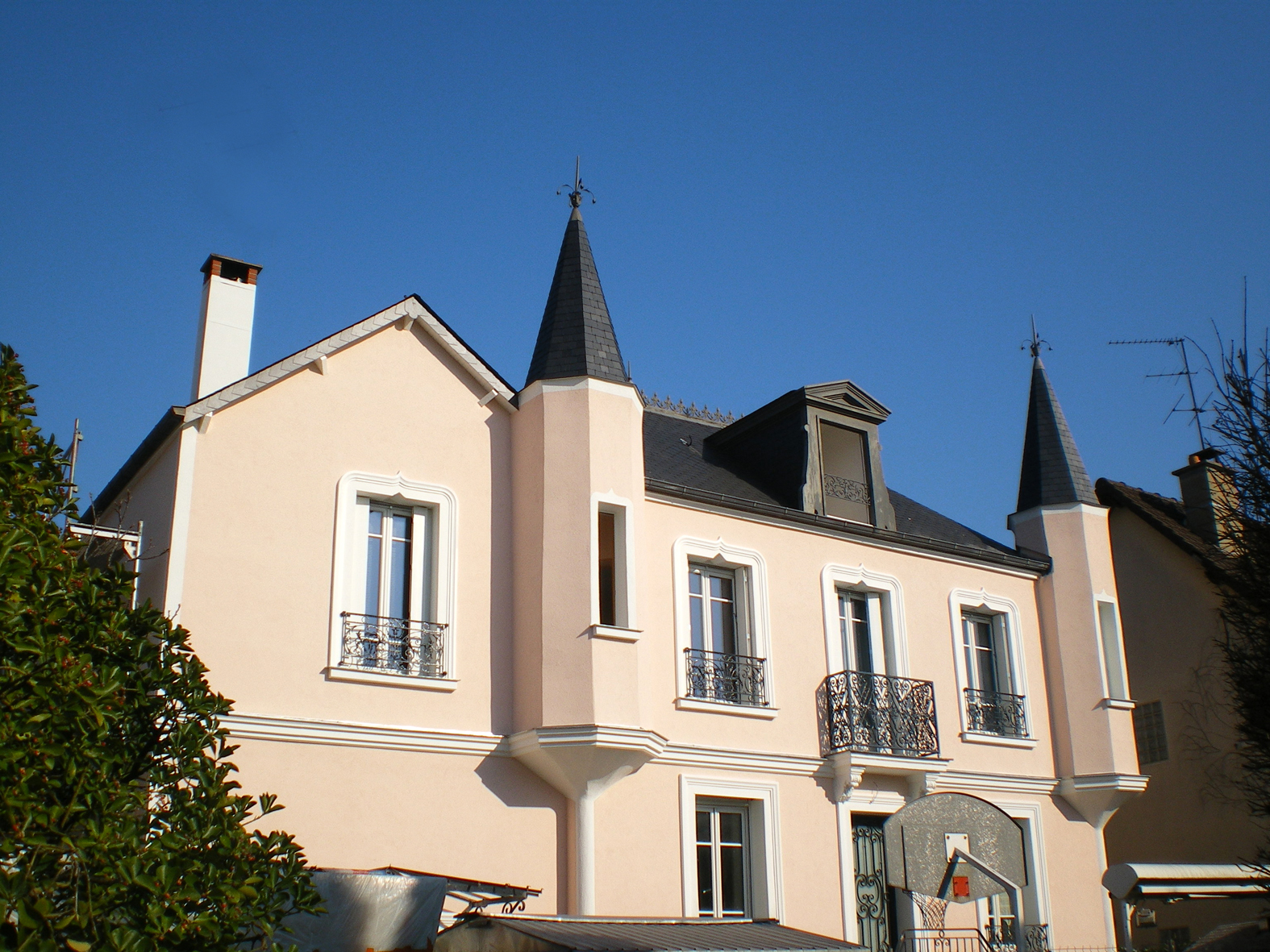
Villa néogothique rénovée enduit mince, région parisienne
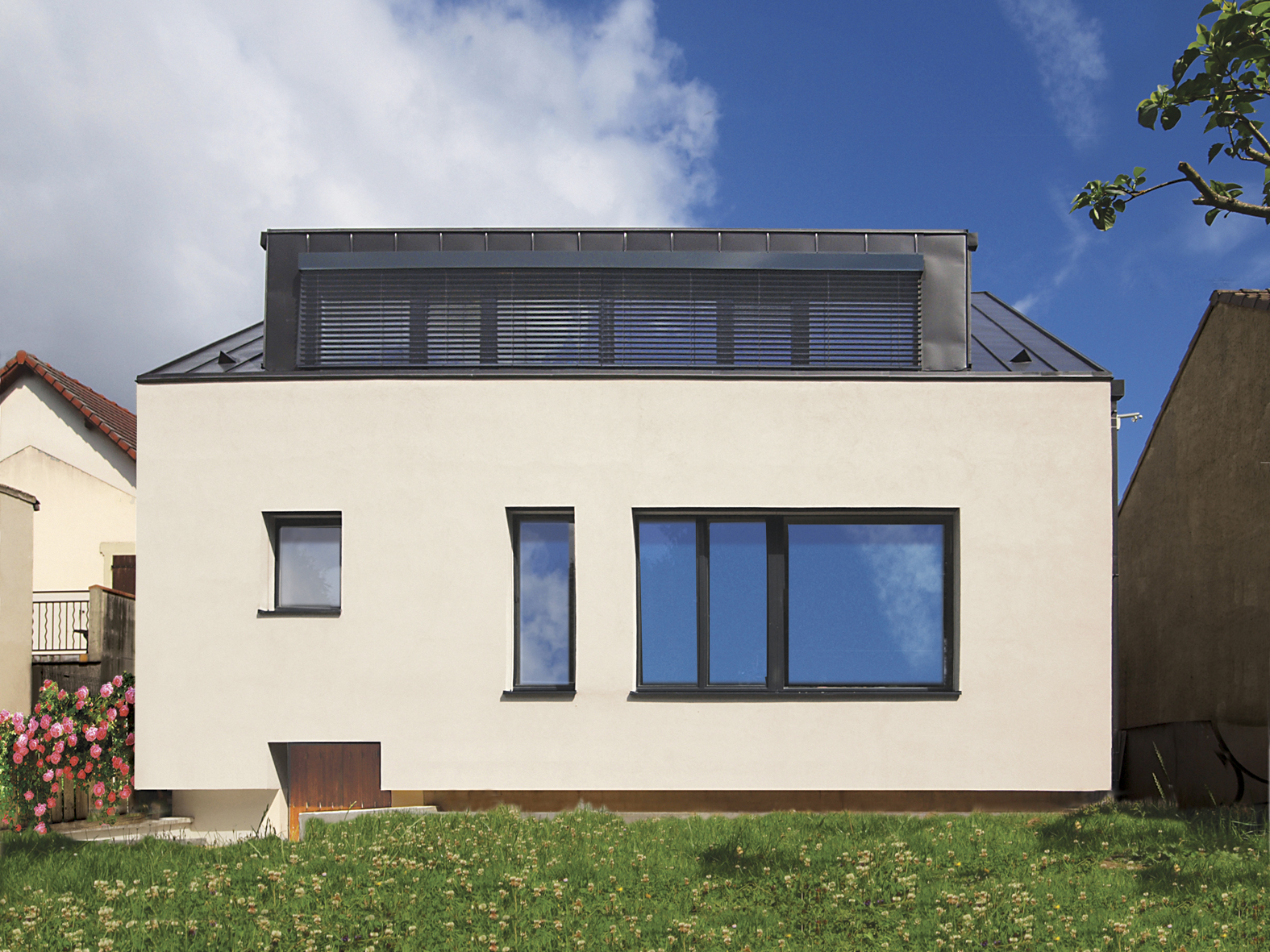
Rénovation d’un pavillon, niveau de performance ‘maison passive’, Yvelines
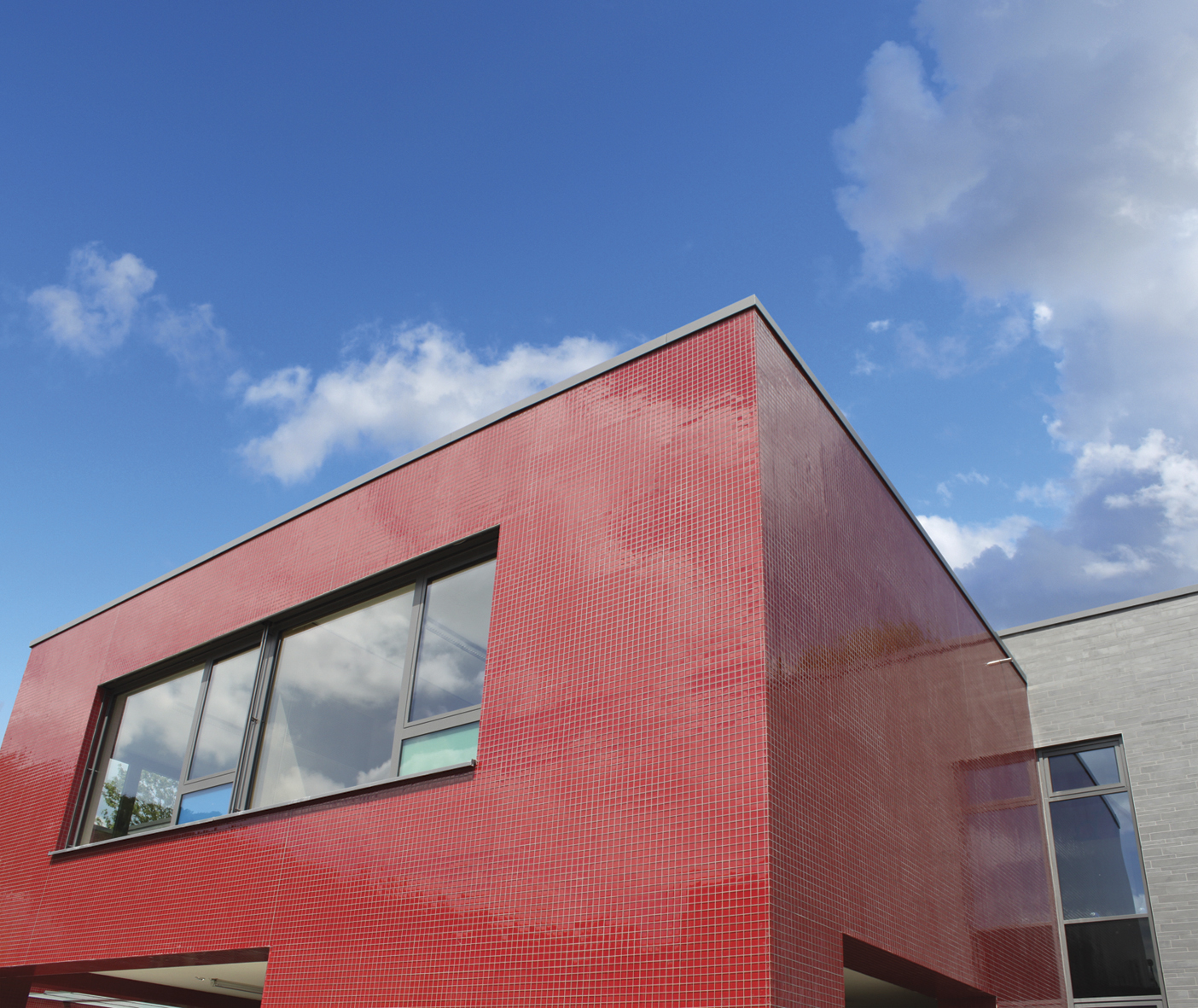
Finition en mosaïque de verre, Luxembourg

## Histoire

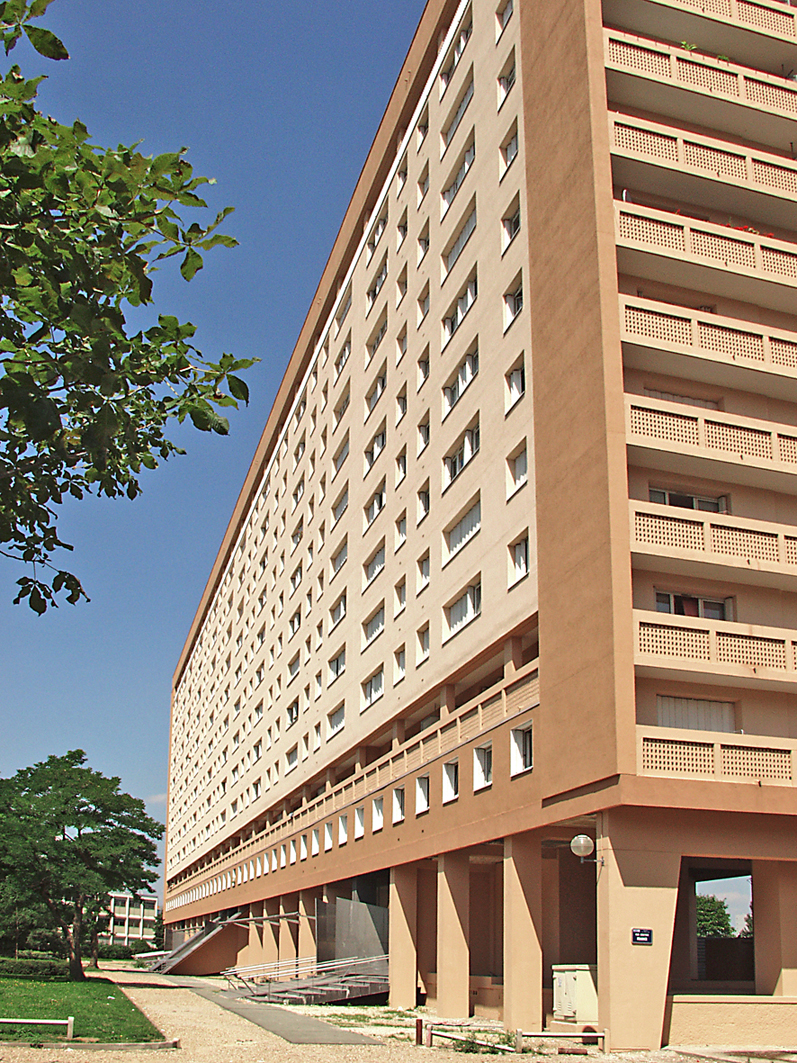
Logements sociaux caractéristiques des Trente Glorieuses, réhabilités en mur manteau

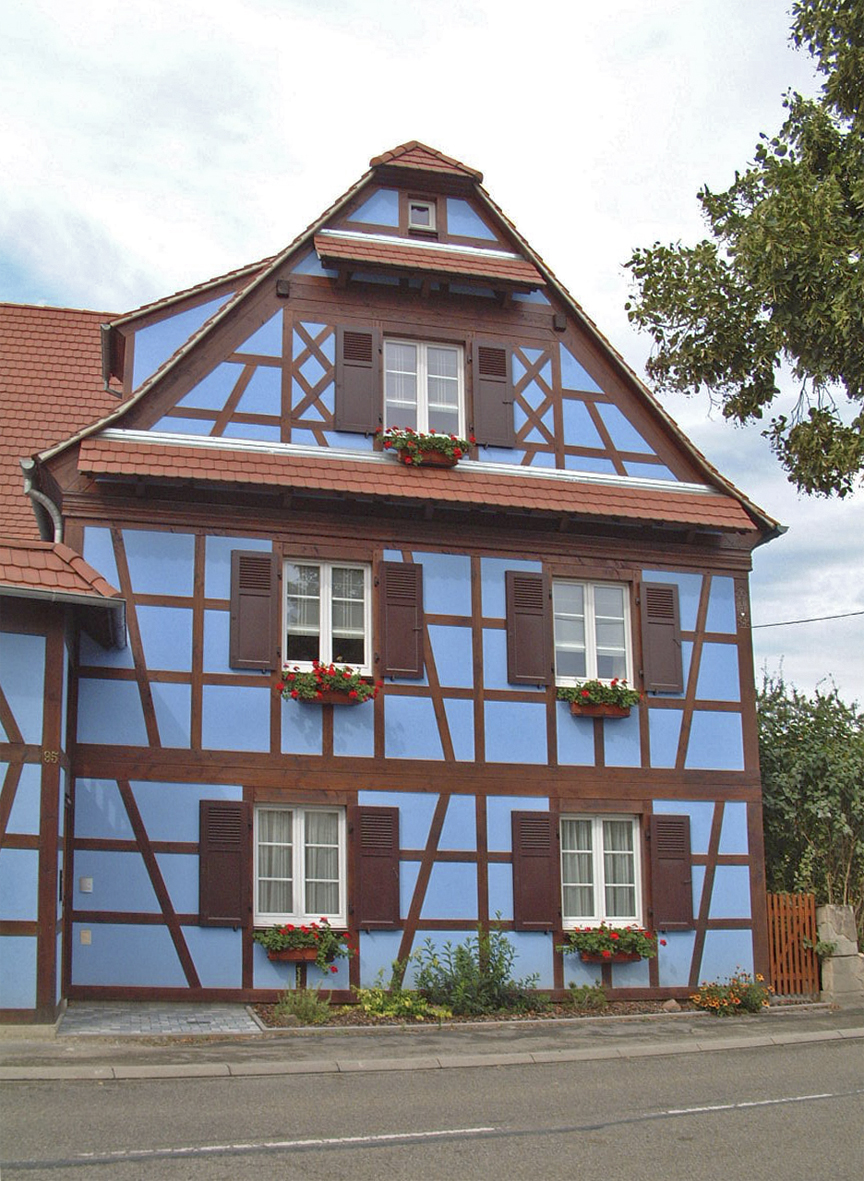
Construction neuve à colombage de style traditionnel, isolation en mur manteau (ETICS sous enduit mince)

Après de premières expérimentations dans les années 1930 avec des isolants en paille, le mur manteau, sous sa forme moderne, est apparu en Allemagne vers la fin des années 1950.
le système du mur manteau a été progressivement adopté à partir des années 1960, puis généralisé à partir de 1980 dans les pays à climat rigoureux de l’Europe centrale et de l’est, notamment en Allemagne (qui se prévaut d’avoir été le premier pays à utiliser à grande échelle le mur manteau / l’ITE), en Autriche, en Suisse et en Pologne.
La Pologne, en partie par suite du rattrapage de déficits importants au niveau de la qualité et de la performance thermique des constructions datant de l’ère socialiste, représente aujourd’hui le premier marché européen : elle a dépassé l’Allemagne en 2012.

## Description
Au départ, on utilisait une faible épaisseur (3 à 6 cm) de matériau isolant, généralement du polystyrène expansé blanc standard, tel qu'il est encore utilisé très souvent aujourd'hui, mais dans des épaisseurs nettement plus fortes (de plus en plus, elles ne sont pas inférieures à 12 cm). Il était fixé mécaniquement sur le bâti et associé à une finition traditionnelle de type enduit.
En matière d’isolants, on utilise aujourd’hui, au-delà du polystyrène standard ou graphité (ce dernier, de couleur gris sombre, offre des performances thermiques sensiblement améliorées) :
- les laines minérales (laine de verre et laine de roche)
- la fibre de bois
- les mousses phénoliques (dites aussi résoliques)

pour ne citer que les principaux matériaux utilisés en isolation thermique par l’extérieur. En France, un organisme associatif de certification, l’ACERMI, homologue les isolants adéquats.
Les isolants modernes sont dotés pour certains de performances thermiques remarquables : dans le cas de la mousse phénolique, 12 cm de mousse ont le même pouvoir isolant qu’un mur de béton épais de plus de 6 m.
Au stade expérimental, et dans le cadre de réalisations témoin pour l’instant peu nombreuses, on explore actuellement les possibilités de murs manteaux encore nettement plus performants, capables de réduire les déperditions thermiques dans des proportions spectaculaires, même par rapport aux ITE les plus efficaces en usage actuellement. Ils utilisent notamment des panneaux isolants sous vide (PIV) et des aérogels. Pour l’heure, cependant, leur mise en œuvre demeure extrêmement complexe, et leur longévité comme leur résistance mécanique à long terme restent à valider. De plus, leur coût encore prohibitif exclut un amortissement réaliste de tels systèmes dans la pratique. À terme, cependant, il y a fort à penser que ces divers paramètres évolueront sensiblement – ouvrant ainsi à l’ITE / au mur manteau de nouvelles perspectives.

## Avantages
Les principaux avantages des murs manteaux sont :
Élimination des ponts thermiquesL’augmentation des exigences réglementaires en matières de performances thermiques et énergétiques est pour beaucoup dans l’essor du mur manteau – et notamment la mise en application en France de la RT 2012 (Réglementation Thermique 2012) très exigeante à cet égard. Dans ce contexte, l’ITE, souvent considérée jusqu'ici comme onéreuse, bénéficie d’un avantage important : le principe même du manteau évite le problème des ponts thermiques linéiques, très pénalisants sur le plan de l’efficacité énergétique. Ces ponts thermiques se situent au niveau de la jonction des dalles et des cloisons intérieures (murs de refend) avec les murs extérieurs. Ils sont la cause de déperditions considérables, et leur traitement est très difficile en rénovation lorsque le bâtiment est isolé par l’intérieur.
Dans la construction neuve, les ponts thermiques sont faciles à traiter en isolation thermique par l’intérieur : on installe à cet effet des rupteurs de ponts thermiques sur la périphérie des dalles et à la jonction entre les murs extérieurs et les cloisons intérieures (murs de refend). Mais ce traitement engendre un surcoût significatif et peut interférer avec la réglementation sismique, car il est susceptible d’affaiblir la résistance structurelle du bâti. Or cet aspect n'est pas à négliger, plus de la moitié du territoire français étant classé en zone sismique). Le mur manteau, pour sa part, élimine les déperditions à la source, de façon simple et efficace, par son principe même d’enveloppe. Par ailleurs, sa mise en place n’interfère que de façon négligeable avec les caractéristiques structurelles du bâti (à l'exception des systèmes de parements lourds) – et cela en rénovation comme dans la construction neuve.
Faibles nuisances en phase de mise en œuvreDans l’habitat social et les infrastructures telles que les hôpitaux, centres d’accueil pour personnes âgées, établissements d’enseignement, etc., où une perturbation de l’activité à l’intérieur des locaux est problématique, la rénovation en mur manteau minimise les nuisances pour les occupants, car toutes les opérations s’effectuent à l’extérieur des locaux ou des logements, et ne perturbent que faiblement leur fonctionnement ou leur occupation. Les logements, notamment, peuvent être utilisés normalement pendant toute la durée d’une opération de rénovation en isolation thermique par l’extérieur – un facteur qui peut s’avérer décisif sur le plan pratique, notamment sur les grands chantiers de réhabilitation, où il est exclu de reloger les occupants pour la durée du chantier.
Renouvellement de l’esthétiquePar sa fonction d’enveloppe, le mur manteau permet de rafraîchir efficacement l’esthétique des bâtiments à rénover, souvent considérée aujourd’hui comme datée. C’est particulièrement vrai des immeubles construits dans des années 1950 à 1970 – une période où des priorités strictement fonctionnelles et l’urgence liée à la forte pénurie de logements primaient sur les considérations esthétiques. Dans ces derniers cas, il devient possible d’introduire sur l’ensemble de la façade ou partiellement (systèmes mixtes, notamment enduit/bardage) de nouveaux matériaux offrant des effets et des contrastes de couleurs susceptibles de donner au bâtiment un nouveau visage.
Protection contre les intempériesToujours par son principe d’enveloppe, le mur manteau assure une protection du bâti proprement dit contre les intempéries, les agressions chimiques et organiques (pollution, cryptogames, encrassement) et les détériorations et désordres de type fissuration et infiltrations subséquentes liés aux variations de température et aux contraintes mécaniques s’exerçant sur le bâti. L’isolation thermique par l’extérieur peut en outre simplifier, selon les cas, la maintenance et la rénovation ultérieure du bâtiment.
Surface habitable inchangéeIl s'agit d'un aspect important, voire critique – tout particulièrement dans les logements sociaux de petite taille. L’isolation thermique par l’extérieur fonctionnant sur le principe d’un manteau, elle est mise en place, comme son nom l’indique, entièrement à l’extérieur du périmètre habitable. Par conséquent, elle n’empiète pas sur la surface du logement, à l’inverse des systèmes d’isolation par l’intérieur, qui peuvent diminuer de plusieurs mètres carrés la surface habitable.
Confort d'étéL’ITE offre, durant les périodes chaudes, une bonne protection contre le réchauffement excessif du volume habitable ; on parle dans ce contexte de confort d’été. Celui-ci est dû à la conjonction de trois facteurs : un principe de mise en place de l’isolant qui préserve la fonction régulatrice sur les apports internes de l’inertie des murs extérieurs, pour autant que leur masse soit suffisante, un certain déphasage thermique qui permet d'éliminer la chaleur à l'intérieur des locaux par une ventilation nocturne, et une protection des murs extérieurs contre le réchauffement excessif en journée par absorption directe, sur les faces exposées, du rayonnement solaire.

## Cas particulier de la France
Dans le contexte européen, la France a fait longtemps figure d’exception : le mur manteau y avait une part de marché très réduite, alors qu’elle est de longue date quasiment hégémonique dans les pays à climat rigoureux de l’Europe centrale et de l’est – et cela sur tous les types de bâtiments, à l'exception des bâtiments dont la nature (façades classées, en particulier) exclut toute intervention modifiant l'aspect de la façade.
Sous l’impulsion de la réglementation française récente (RT 2012 et à terme, RT 2020), dictée par le souci de rattraper un fort retard en matière de performances énergétiques et thermiques des bâtiments par rapport à nombre de pays voisins, le mur manteau connait à présent un engouement important – notamment dans la rénovation et la réhabilitation des logements sociaux. Il gagne également en importance sur l’ensemble du parc immobilier – et tout particulièrement dans la construction neuve. Il le doit à sa capacité d’atteindre, sans complexité excessive en matière de composants et de mise en œuvre, un niveau de performance énergétique et thermique très élevé pour un coût acceptable.
La généralisation de la construction BBC (Bâtiment Basse Consommation) s'impose dans la construction neuve – et de plus en plus en rénovation, avec le label BBC Rénovation. Parallèlement, on note un intérêt croissant pour le mur manteau dans le cadre de la maison passive, une autre catégorie de construction aux impératifs de laquelle le principe de l’ITE offre une réponse adéquate. Ses performances sont en effet appréciables, puisque, pour atteindre le standard maison passive, développé à l'origine en Allemagne par le PassivHaus Institut (et qui continue de gagner en popularité, dans l’intervalle, à l'étranger et notamment en France), la consommation en énergie à des fins de chauffage doit tendre vers zéro. Dans une maison passive, on considère en effet que les besoins en chauffage sont couverts par les apports internes (éclairage, appareils ménagers, métabolisme des occupants), en conjonction avec un système de ventilation double-flux qui récupère les calories sur l'air extrait.
Cela fait du mur manteau le système privilégié lorsqu’il s’agit d’atteindre les performances extrêmes prévues à terme par la réglementation française, qui vise le niveau BEPos (bâtiment à énergie positive, c’est-à-dire dont la production d’énergie – notamment solaire thermique et photovoltaïque et/ou par l’intermédiaire de pompes à chaleur – excède ses besoins propres) dans la construction neuve à l’horizon 2020.[réf. nécessaire]
À noter qu’à l'heure actuelle[Quand ?], le standard BEPos est encore très difficile à atteindre, car en exigeant la mise en place – au-delà d'un mur manteau – des équipements mentionnés plus haut, sans oublier le respect le plus strict des principes de la construction bioclimatique, il nécessite une approche très sophistiquée du projet et diverses interventions, y compris des prestations d'ingénierie complexes sur le plan du chauffage, de la ventilation et de la protection solaire[réf. nécessaire]. Ces exigences mettent le BEPos hors de portée, pour l’instant, d'un maître d'ouvrage privé disposant d'un budget conventionnel[réf. nécessaire]. Il existe néanmoins des maisons individuelles du type pilote, souvent réalisées à l'initiative d'un industriel de la profession. Par ailleurs, dans le domaine tertiaire et institutionnel, les premières réalisations de type BEPos ont commencé à apparaître en France. Dans de tels cas, ce mode de construction se justifie en partie par la valorisation de l'entreprise ou de l'institution en termes d'image et de communication.

## Les possibilités esthétiques du mur manteau
Sur le plan esthétique, le mur manteau se décline dans un très grand nombre de variantes. Elles incluent aussi bien des finitions très classiques, quasi indiscernables des solutions traditionnelles (enduits talochés, finition à la chaux aérienne, enduits hydrauliques à base de ciment de type « crépi ») que des systèmes très contemporains de parements et de bardages mettant en œuvre des matériaux tels que la pierre naturelle ou reconstituée, le verre, le métal, les résines composites, la céramique, la terre cuite, le fibrociment, etc. Ils rendent le mur manteau parfaitement compatible avec le langage formel de l’architecture d’aujourd’hui, notamment dans le domaine des bâtiments tertiaires et des infrastructures collectives.
Parmi les projets traités en mur manteau / en ITE et conçus par des architectes de renom, on peut citer notamment
- l'Opéra Bastille à Paris (architecte : Carlos Ott)
- le siège social d’EMI France (architectes : Renzo Piano Building Workshop)
- le Zénith de Saint-Étienne (architectes : Foster + Partners)
- la résidence Cardinet-Quintessence à Paris (architectes : Périphériques)
- la Galleria di Piazza Marconi à Vimercate (architecte : Mario Botta)
- l'Université Paris VII - Diderot (architectes : Chaix et Morel)

## Présentation des systèmes

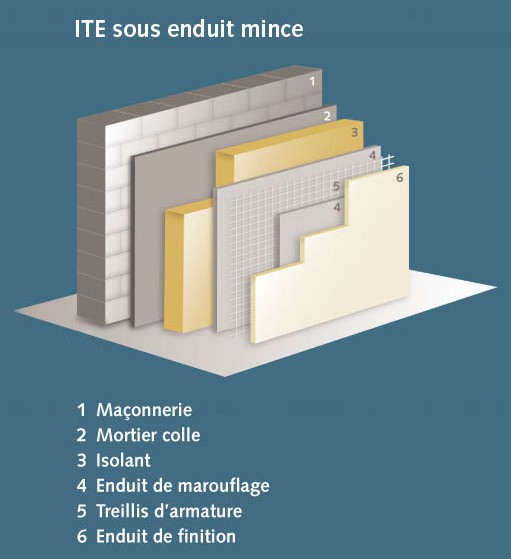
ITE sous enduit mince

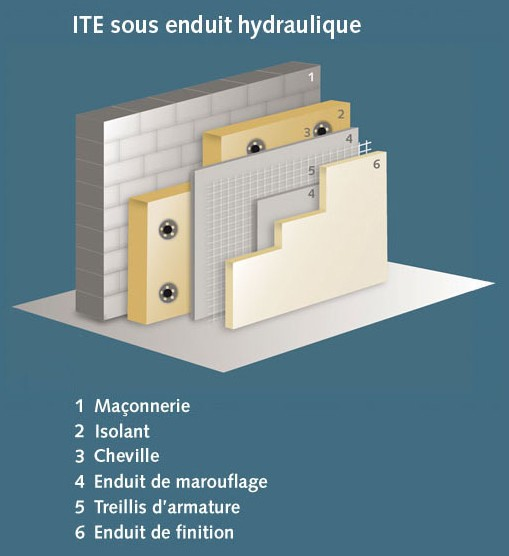
ITE sous enduit lourd

Au niveau technique, on distingue plus spécifiquement :
Les ETICS(de l'anglais External Thermal Insulation Composite Systems), qui regroupent les systèmes d’isolation thermique par l’extérieur (ITE) associant un isolant à une finition sous enduit. En raison de leur rapport coût/performance avantageux, les ETICS sont les systèmes de mur manteau les plus répandus. Ils sont également appréciés pour leur – relative – simplicité de mise en œuvre, qui les rend accessible, moyennant une formation appropriée, aux petites entreprises de maçonnerie et de peinture traditionnelles, sans oublier les métiers connexes, venus récemment à l’isolation thermique en raison des perspectives économiques qu’elle offre.
Les ETICS se subdivisent en systèmes sous enduits lourds / épais, lesquels sont soit hydrauliques (à base de ciment), soit, plus rarement, de type organique, et systèmes sous enduits minces. Ces derniers sont généralement organiques, à base de résines de synthèse, plus rarement d’origine minérale (enduits dits « à la chaux aérienne »).
Sur le plan technique, tous les systèmes composites sont très proches les uns des autres. Ils se différencient principalement par la fixation de l’isolant, lequel, pour répondre à la réglementation française, est toujours fixé mécaniquement (le plus souvent à l’aide de chevilles, plus rarement par un système de montage sur rails) dans le cas des enduit lourds. À l’inverse, les systèmes sous enduit mince sont fixés sur le support par collage direct du matériau isolant sur le support dans la construction neuve, par collage et chevillage (fixation dite « calée/chevillée ») en rénovation.
À noter qu’il est possible, en utilisant le principe de la « double peau » – une surface décorative dans un matériau contrasté (bois, verre, métal, etc.) ajoutée en finition sur le mur manteau proprement dit – d’obtenir des rendus décoratifs originaux, fondés sur des effets de volume, de transparence, de rythme (peaux ajourées) et de matière. Le concepteur dispose en effet d’une latitude considérable, les qualités thermiques de la « peau » étant indifférentes. Cette dernière, fixée sur des rupteurs de ponts thermiques ad hoc intégrés au mur manteau, n’influe pas sur la performance thermique de l’ITE proprement dite.

Isolation thermique par l'extérieur
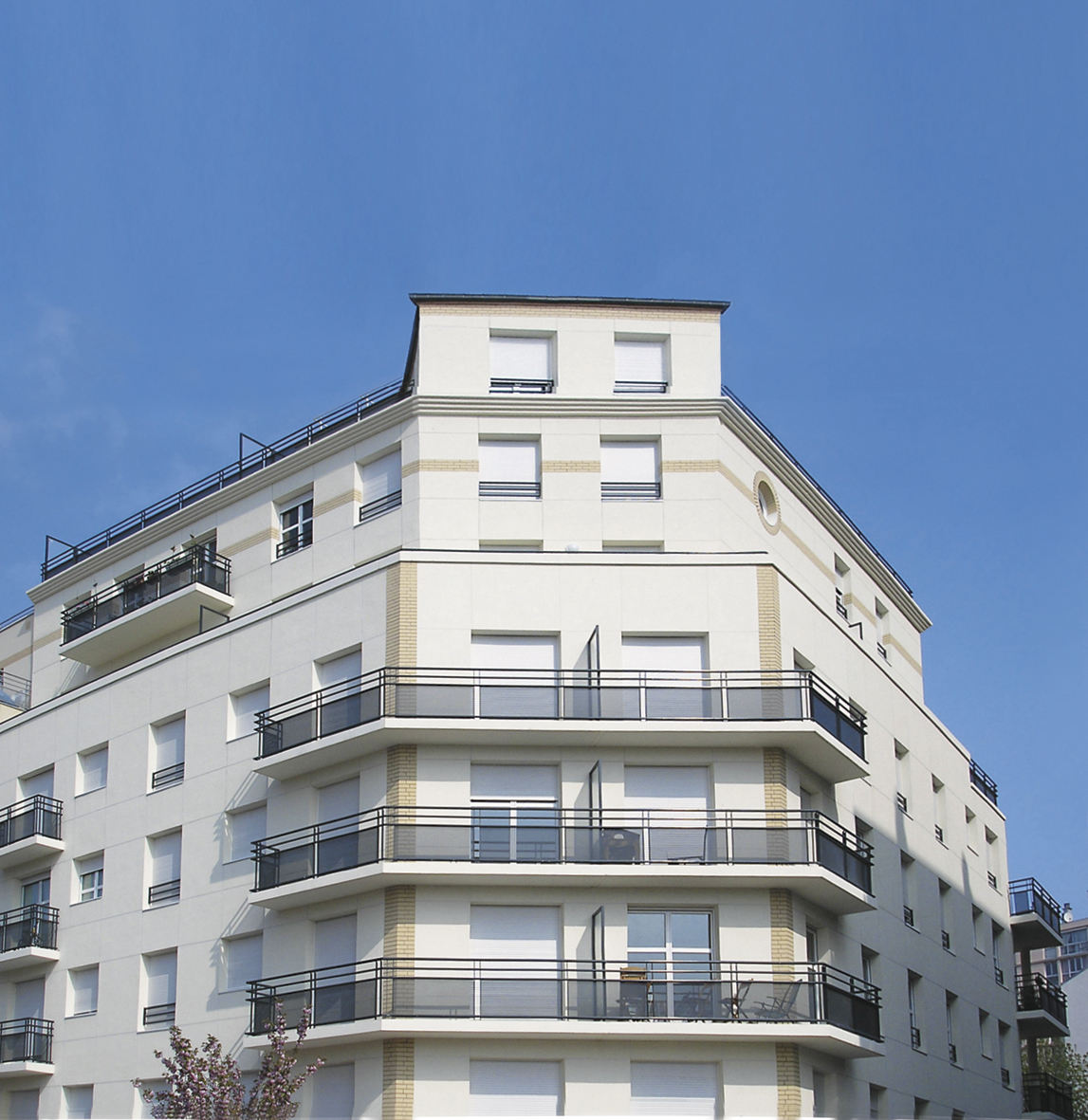
Rénovation, banlieue parisienne
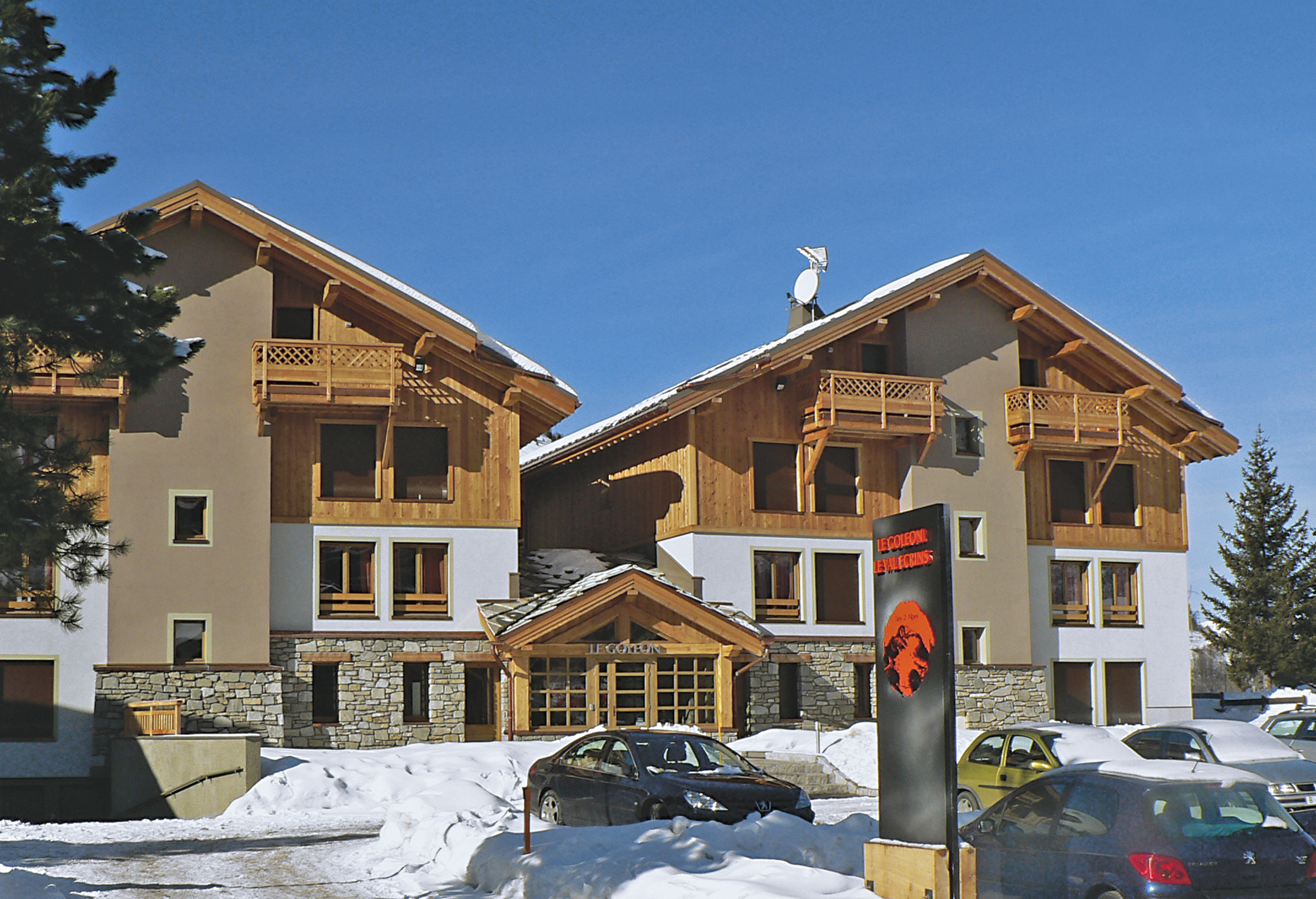
Sous enduit mince, Alpes du Sud
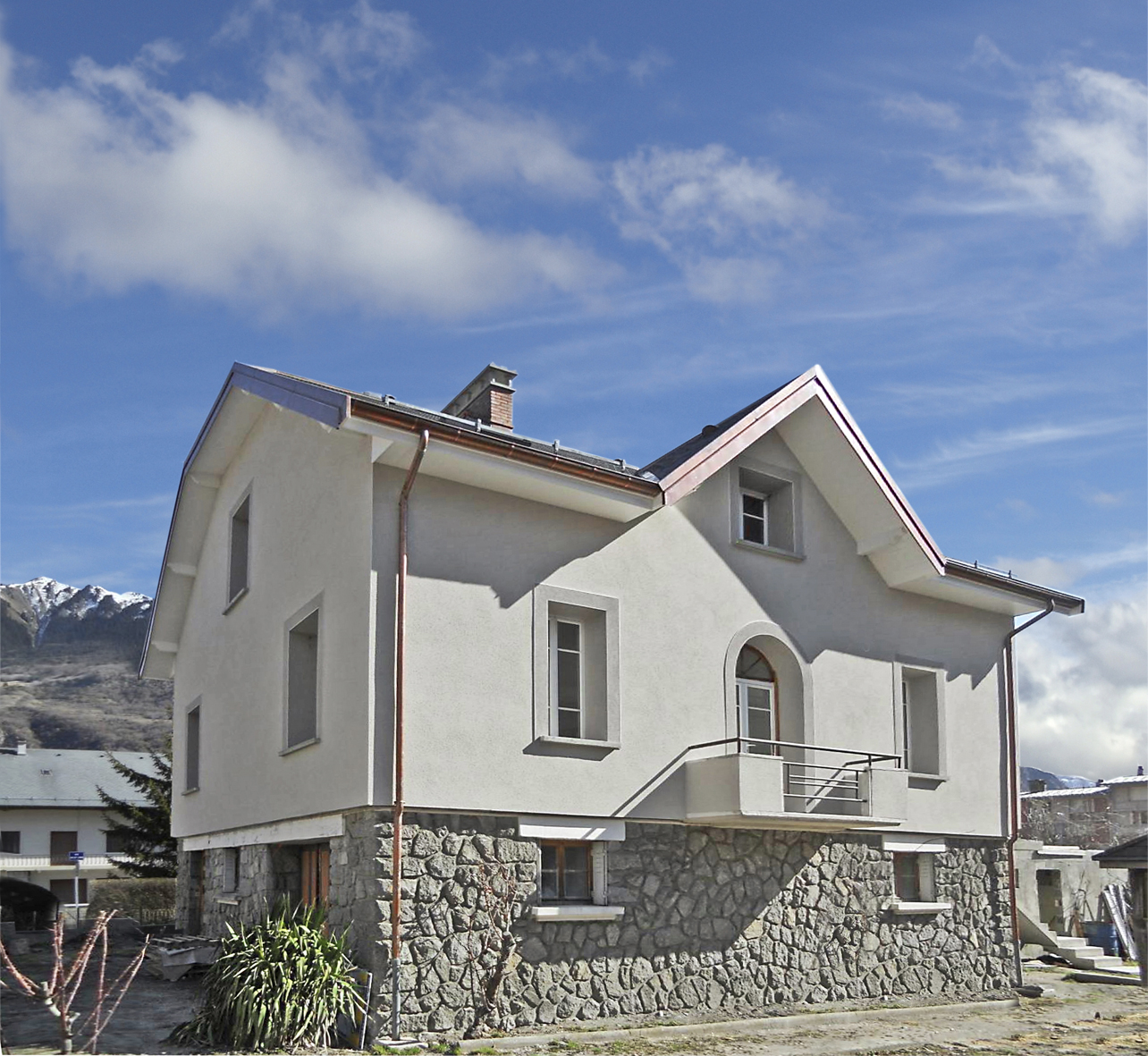
Sous enduit hydraulique, Savoie

Les bardages ventilésdont le principe consiste à fixer des éléments modulaires sur une structure porteuse en ménageant une lame d'air entre le parement et le mur extérieur.
En France, la structure porteuse comprend généralement une ossature primaire (verticale) en bois, parfois également en métal, complétée par une ossature secondaire (transversale) en bois ou en profilés métalliques. La fixation a lieu soit directement sur l’ossature secondaire (le plus souvent par vissage), soit par montage sur des profilés à emboîtement, à crochets ou de type rainure/languette (cas illustré par le schéma ci-contre).
Dans la grande majorité des cas, les parements sont modulaires et les joints restent visibles, ce qui les rend partie intégrante de l’esthétique du système. La disposition et la taille des modules, qui conditionnent à la fois l’aspect du bâtiment terminé et les contraintes de pose, est appelée ‘calepinage dans le langage technique de la profession. Le jeu sur les dimensions et parfois sur les couleurs des modules offre de nombreuses possibilités esthétiques. À cela s’ajoute un choix extrêmement large de matériaux : pierre naturelle, pierre reconstituée, verre, bois, terre cuite, stratifié, résines composites à charges minérales, fibrociment, métal, etc. Il existe également sur le marché un système de bardage ventilé sans joints apparents. Il offre la possibilité d’une finition traditionnelle en enduit ou de parements de type mosaïque de verre et carrelages céramiques. Sur le bâtiment terminé, la présence d’un système de bardage est alors indiscernable.
Grâce à une latitude de réglage importante au niveau de l'ossature, le bardage ventilé offre des possibilités particulièrement appréciables en rénovation : il permet en effet de compenser facilement des inégalités et des défauts de planéité mêmes importants au niveau du support. En outre, le principe de la lame d'air autorise une mise en œuvre même lorsque la maçonnerie d’origine n’est pas entièrement saine et qu’une ventilation permanente du bâti est recommandable.

Bardage ventilé
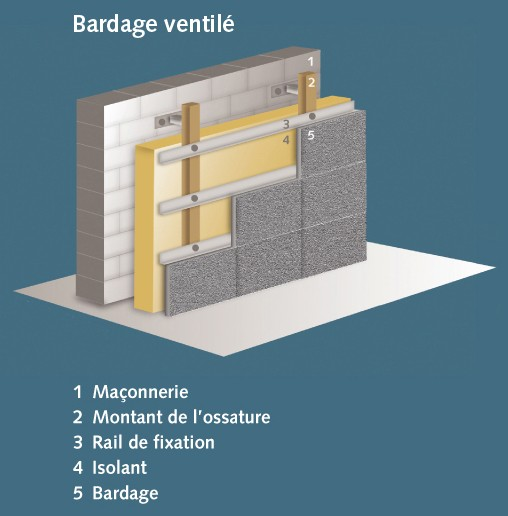
Bardage ventilé
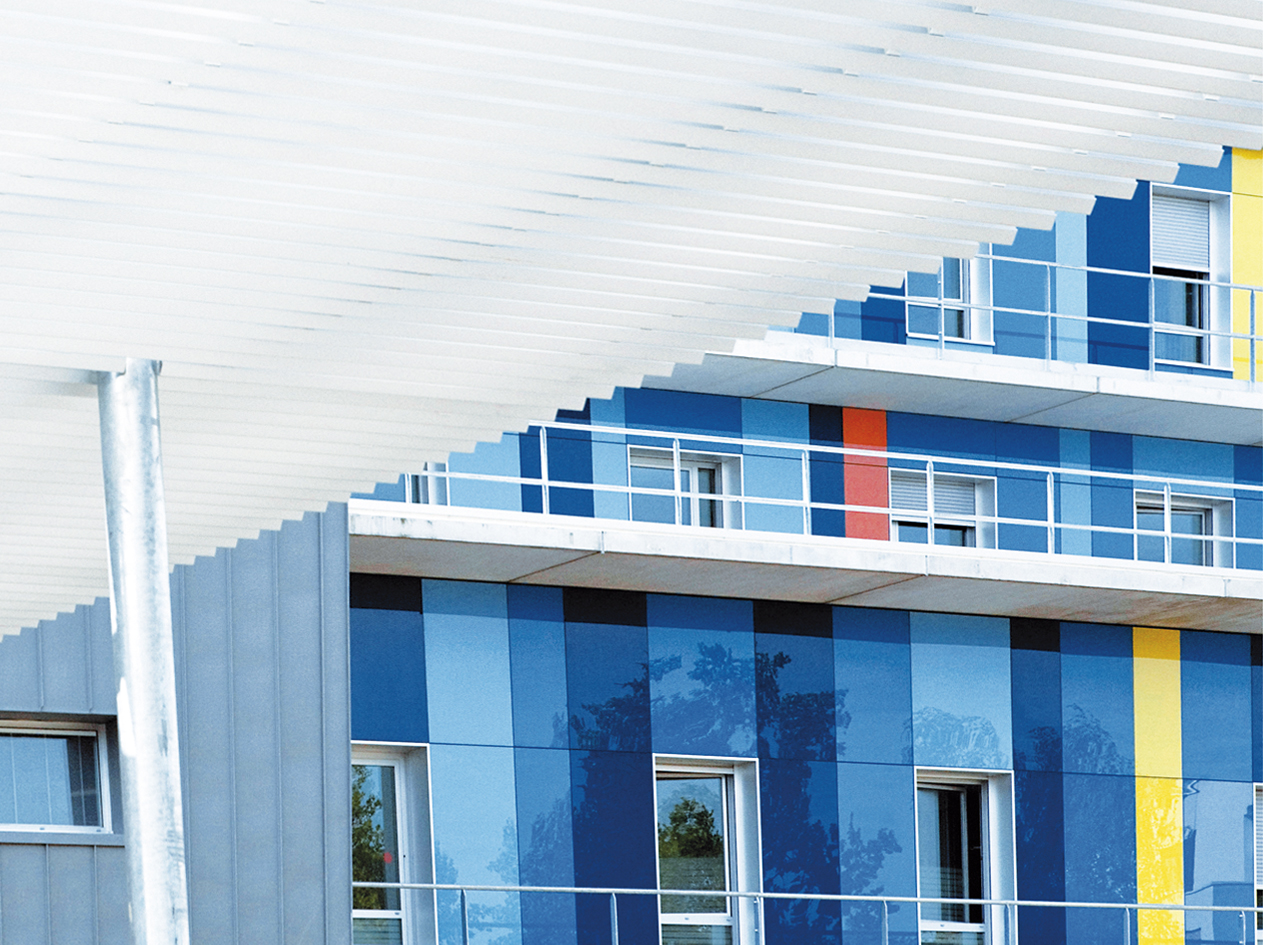
En verre émaillé, pôle hospitalier, Mayenne

Le vêtage et la vêtureproches du bardage sur le plan esthétique, mais posés directement sur les murs extérieurs sans lame d'air. L’isolant est pour sa part solidaire (vêture) ou indépendant (vêtage) du parement.

Vêture et vêtage
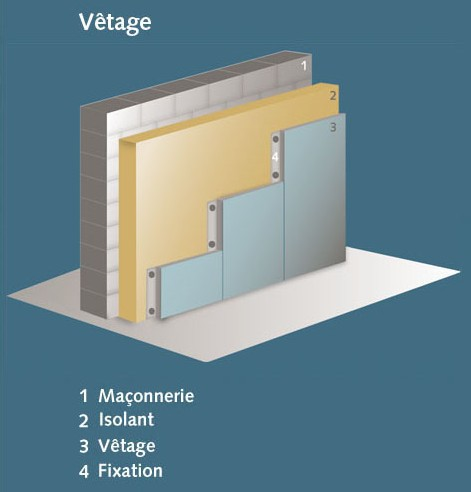
Vêtage
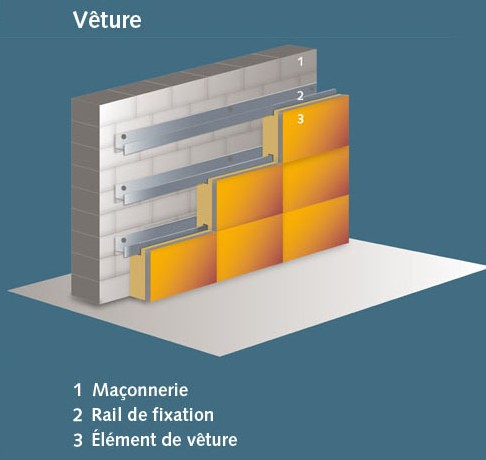
Vêture
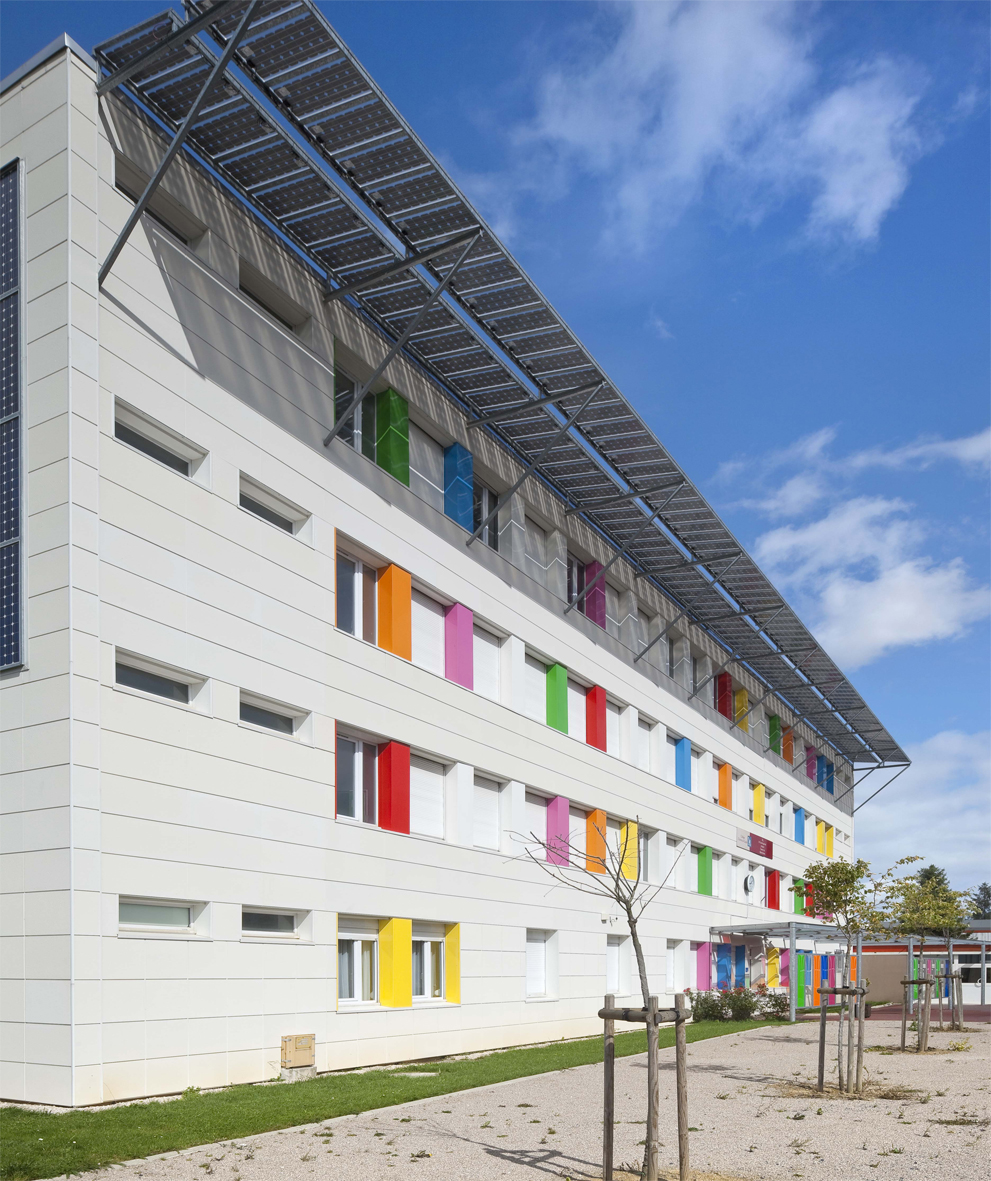
Système de vêture en rénovation, Nord

Les parements lourdsgénéralement constitués de modules d’habillage préfabriqués de grande dimension en béton architectonique, utilisés principalement dans le secteur tertiaire et les infrastructures collectives.

Parements lourds
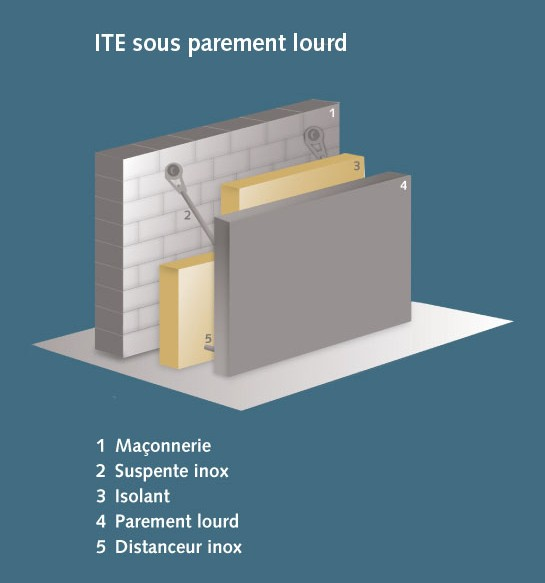
ITE sous parement lourd
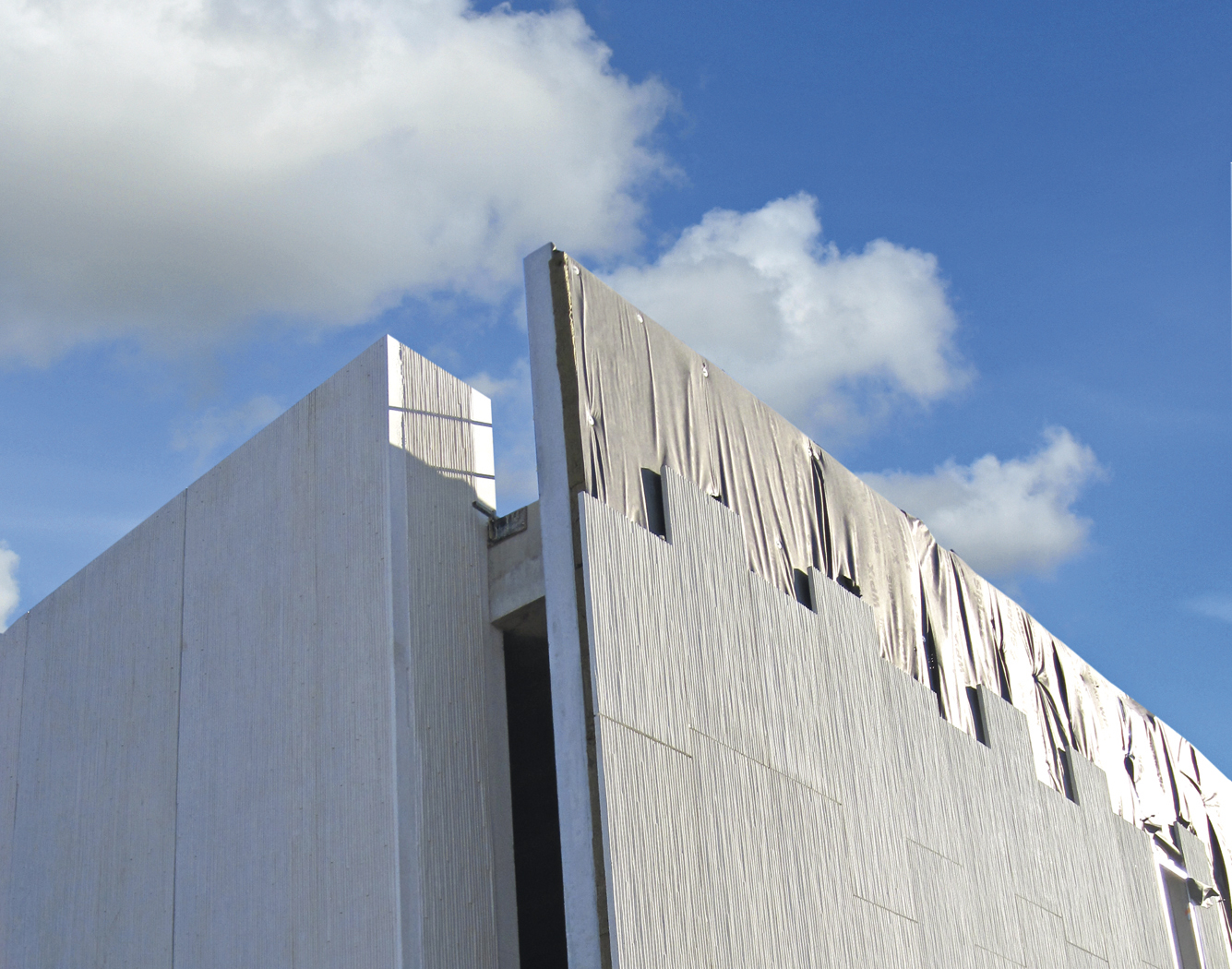
Parement lourd en béton architectonique en cours de pose dans l'Aude

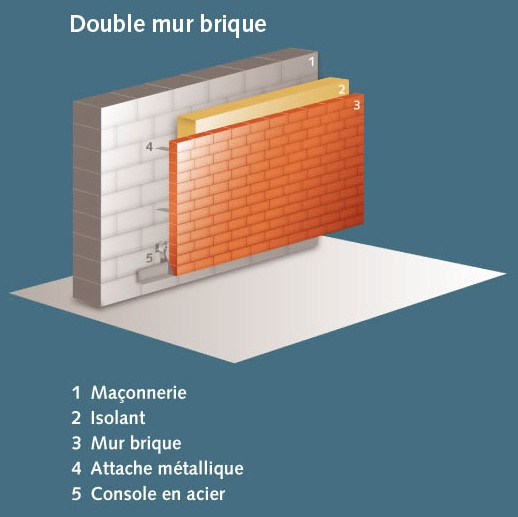
Double mur

Les doubles mursdans lesquels le manteau est constitué par un mur de doublage qui entoure les murs porteurs proprement dits, le matériau isolant étant placé entre le mur de doublage et le mur porteur. Ce système, assez peu répandu sur le marché français, est particulièrement en faveur dans les pays où, traditionnellement, on apprécie les constructions en briques apparentes : Belgique, Pays-Bas, Royaume-Uni (où le système porte le nom évocateur de cavity wall). Il est apprécié par certains architectes réputés, au nombre desquels Renzo Piano et Mario Botta, qui l’ont utilisé dans le cadre de réalisations prestigieuses (voir plus haut).

### Systèmes mixtes
Pour tirer le meilleur parti possible des ressources esthétiques du mur manteau, et obtenir un rendu attractif dans la limite de contraintes budgétaires précises, la mixité des systèmes gagne du terrain. Elle consiste à panacher, au sein d’un même mur manteau, plusieurs procédés d’ITE. Le plus souvent, on agrémente ainsi une réalisation en ETICS en y ajoutant un jeu sur les matières et les contrastes, fréquemment obtenu par un traitement de certaines parties de la façade en bardage, vêtage ou vêture.
Un groupement de statut associatif (loi de 1901), le Groupement du Mur Manteau, regroupe les différents fabricants de la filière et se consacre à l’information des professionnels et des particuliers sur les possibilités offertes par le système du mur manteau, ou, pour utiliser la dénomination plus usuelle sur le marché français, par l’Isolation Thermique par l’Extérieur.

## Sources

### Publications françaises conventionnelles et en ligne
- ANAH (Agence Nationale de l'Habitat)[13]
- ADEME[5]
- Ministère de l'Écologie, du Développement durable et de l'Énergie[14],[15]
- Groupement du Mur Manteau[16]
- Bureau de Recherches Géologiques et Minières : Plan séisme[17]

### Articles dans la presse professionnelle française
Revues techniques
- Revue Technique du Bâtiment, janvier 2006, L'Isolation Thermique par l'Extérieur (Gérard Fleury)
- Revue Technique du Bâtiment, mai 2007, Isolation Thermique par l'Extérieur : les trois arguments du développement durable (Gérard Fleury)
- Revue Technique du Bâtiment, mai 2008, Grenelle, Isolation Thermique par l'Extérieur et Mur Manteau (Gérard Fleury)
- Revue Technique du Bâtiment, mars 2009, Le Mur Manteau, le bon sens de l'isolation (Gérard Fleury)
- Revue Technique du Bâtiment, mai 2010, Quatre questions sur le Mur Manteau (Gérard Fleury)
- Revue Technique du Bâtiment, décembre 2010, Quatre questions de plus sur le Mur Manteau (Gérard Fleury)